# Поезд в завтрашний день
«Поезд в завтрашний день» — советский историко-революционный фильм 1970 года, снятый на киностудии «Мосфильм». Режиссёр — Виллен Азаров. Сценаристы — Александр Борщаговский и Владимир Сутырин. В главных ролях — Николай Засухин, Эмма Попова, Алексей Сафонов и Армен Джигарханян.
Фильм посвящён переносу столицы России большевиками из Петрограда в Москву весной 1918 года.

## В ролях
- Николай Засухин — Ленин
- Эмма Попова — Надежда Крупская
- Алексей Сафонов — Николай Бухарин
- Армен Джигарханян — Прош Прошьян
- Владимир Татосов — Свердлов
- Валентина Березуцкая — Мария Ульянова
- Родион Александров — Луначарский
- Александр Гай — Дзержинский
- Григорий Гай — М. Д. Бонч-Бруевич
- Георгий Куликов — В. Д. Бонч-Бруевич
- Валентина Ананьина — контуженная
- Владимир Кашпур — Полупарниев
- Людмила Максакова — Лидия Коноплева
- Геннадий Юхтин — Яковлев
- Улдис Лиелдиджс — Берзинь
- Виктор Шульгин — Авксентьев

## История создания

### Предыстория
Фильм посвящён событиям марта 1918 года, между VII съездом РКП(б) и IV Всероссийский съезд Советов, в период ожесточённой борьбы вокруг заключения Брестского мира. В центре событий — двое суток из жизни России, когда Совет народных комиссаров РСФСР, в полном составе загрузившись в секретный эшелон — литерный поезд № 4001, отправился из столицы революции Петрограда в новую столицу — Москву.
Один из ключевых эпизодов — ожесточённый спор между Лениным и Бухариным по поводу подписания Брестского мира. По некоторым данным, именно он стал причиной запрета фильма, который с тех пор ни разу не демонстрировался на экране, попав в категорию «полочных».